# كانديدو غودوي
كانديدو غودوي (بالبرتغالية: Cândido Godói‏) هي بلدية تقع في البرازيل في ريو غراندي دو سول.[بحاجة لمصدر] يقدر عدد سكانها بـ 6,934 نسمة ومساحتها 246.275 كم2 وترتفع عن سطح البحر 322 متر.